# Psilosticha integraria
Psilosticha integraria är en fjärilsart som beskrevs av Walker 1860. Psilosticha integraria ingår i släktet Psilosticha och familjen mätare. Inga underarter finns listade.